# يوما كاجياما
يوما كاجياما (مواليد 5 مايو 2003) هو متزلج فني على الجليد ياباني، فاز بالميدالية الفضية في أولمبياد 2022 في منافسات الفردي.

## وصلات خارجية
- يوما كاجياما على موقع الاتحاد الدولي للتزلج (الإنجليزية)
- يوما كاجياما على موقع اللجنة الأولمبية الدولية (الإنجليزية)
- يوما كاجياما على موقع أوليمبيديا (الإنجليزية)